# Hoplitis gerofita
Hoplitis gerofita là một loài Hymenoptera trong họ Megachilidae. Loài này được Warncke mô tả khoa học năm 1990.